# توماس وگمولد
توماس وگمولد (اسپانیایی: Thomas Wegmüller‎؛ زادهٔ ۲۸ سپتامبر ۱۹۶۰) دوچرخه‌سوار اهل سوئیس است.